# Kloakdyr
Kloakdyrene (Monotremata) er en orden af pattedyr i underklassen Prototheria. De adskiller sig fra alle andre pattedyr ved ikke at føde levende unger, men derimod lægge æg. Kloakdyrene deles i to familier, myrepindsvin (Tachyglossidae) og næbdyr (Ornithorhynchidae) − i alt findes fem nulevende arter, der kun er udbredt i Australien og Ny Guinea.

## Udbredelse
De tre arter af langnæbbede myrepindsvin findes kun på Ny Guinea, mens det kortnæbbede myrepindsvin lever over det meste af Australien, på Tasmanien og på Ny Guinea. Næbdyret lever ved østkysten af Australien og på Tasmanien.

## Opståen
Kloakdyrene skilte sig ud fra de øvrige pattedyr meget tidligt i udviklingen, omkring midten af Juratiden for 165 millioner år siden. Til sammenligning skiltes pungdyr og placentale pattedyr sig først for omkring 100 millioner år siden. Kloakdyrene er altså en meget gammel pattedyrsform, som på mange måder har udviklet sig uafhængigt af de andre pattedyr og bevaret mange af krybdyrstrækkene.

## Generel karakteristik
Kloakdyr har som deres navn antyder kun en kloak, som krybdyrene. Dvs. kun en enkelt åbning bagi til urin, afføring og kønsåbning. Herudover lægger kloakdyrene æg, med en blød læderagtig skal som krybdyrene.
Men kloakdyrene hører alligevel til pattedyrene. De har pels, tre øreknogler, en enkelt knogle i underkæben samt mælkekirtler, og dyrene er i stand til at regulere deres kropstemperatur – alle sammen pattedyrskarakteristika.

## Klassifikation
Underklasse: Prototheria
- Orden: Monotremata
  - Familie: Ornithorhynchidae
    - Slægt: Ornithorhynchus
      - Art: Ornithorhynchus anatinus (Næbdyr)

  - Familie: Tachyglossidae (Myrepindsvin)
    - Slægt: Zaglossus
      - Art: Zaglossus attenboroughi (Cyclops langnæbbede myrepindsvin)
      - Art: Zaglossus bartoni (Bartons langnæbbede myrepindsvin)
      - Art: Zaglossus bruijni (Det langnæbbede myrepindsvin)

    - Slægt: Tachyglossus
      - Art: Tachyglossus aculeatus (Det kortnæbbede myrepindsvin)